# Hal Newhouser
Harold Newhouser (Detroit, Míchigan, 20 de mayo de 1921-Southfield, Míchigan, 10 de noviembre de 1998), más conocido como Hal Newhouser, fue un jugador profesional estadounidense de béisbol que se desempeñó en la posición de lanzador en las Grandes Ligas de Béisbol (MLB). Es miembro del Salón de la Fama del Béisbol.

## Carrera
Newhouser jugó como profesional quince temporadas en Detroit Tigers (1939-1954), después pasó a Cleveland Guardians, donde jugó dos temporadas (1954-1955), y fue el equipo en el que se retiró.

## Reconocimiento
En 1992, ingresó como miembro al Salón de la Fama del Béisbol.